# Dzam thang
Dzam thang är ett kloster i Amdo, östra Tibet. Klostret är det enda bestående sätet för den tibetanska buddhistiska inriktningen Jonang.
Klostret etablerades år 1658 av Lodro Namgyal, och har i dagsläget uppskattningsvis 1500 munkar som bor där.